# 甲子镇 (海口市)
甲子镇是中国海南省海口市琼山区的一个镇，位于琼山南部边陲，东邻大坡镇，西连定安县，南与文昌市蓬莱镇、定安县永丰乡交界，北接旧州镇、三门坡镇，总面积104.6平方公里。镇人民政府驻甲子圩，距府城65公里。清乾隆九年（1744），甲子圩开始集市，刚好这一年为农历甲子年，故取名甲子圩。

## 行政概况
甲子镇辖1个社区，14个行政村：
- 甲新社区
- 甲子村
- 红岭村
- 群星村
- 昌西村
- 青云村
- 民昌村
- 琼新村
- 琼星村
- 益民村
- 仙民村
- 益新村
- 大同村
- 民兴村
- 新昌村